# Pic d’Arial
Pic d’Arial – szczyt górski w Pirenejach Wschodnich. Administracyjnie położony jest na granicy Andory (parafia Ordino) z Francją (departament Ariège). Wznosi się na wysokość 2681 m n.p.m. Jest najdalej na północ wysuniętym punktem Andory. 
Na północ od Pic d’Arial usytuowany jest szczyt Pic de Bourbonne (2686 m n.p.m.), na północny wschód Pic de l’Étang Blaou (2660 m n.p.m.), na południowy wschód Pic du Port de Siguer (2638 m n.p.m.), natomiast na południowym zachodzie położony jest Pic de Font Blanca (2903 m n.p.m.). Na zachód od szczytu znajduje się jezioro Étang du Rouch, a na wschód Étang Blaou.